# David John Malloy

Wappen von David John Malloy

David John Malloy (* 3. Februar 1956 in Milwaukee) ist ein US-amerikanischer Geistlicher und römisch-katholischer Bischof von Rockford.

## Leben
Der Erzbischof von Milwaukee, Rembert George Weakland OSB, weihte ihn am 1. Juli 1983 zum Priester.
Papst Benedikt XVI. ernannte ihn am 20. März 2012 zum Bischof von Rockford. Die Bischofsweihe spendete ihm der Erzbischof von Chicago, Francis Eugene Kardinal George OMI, am 14. Mai desselben Jahres; Mitkonsekratoren waren Jerome Edward Listecki, Erzbischof von Milwaukee, und Thomas George Doran, Altbischof von Rockford. Als Wahlspruch wählte er Fides Spes Caritas (lat. für „Glaube, Hoffnung und Liebe“).